# Phoradendron wurdackii
Phoradendron wurdackii är en sandelträdsväxtart som beskrevs av Kuijt. Phoradendron wurdackii ingår i släktet Phoradendron och familjen sandelträdsväxter. Inga underarter finns listade i Catalogue of Life.